# USS Tarawa (CV-40)
USS Tarawa (CV/CVA/CVS-40, AVT-12) là một trong số 24 tàu sân bay thuộc lớp Essex được hoàn tất trong hoặc ngay sau Chiến tranh Thế giới thứ hai cho Hải quân Hoa Kỳ. Nó là chiếc tàu chiến đầu tiên của Hải quân Mỹ được đặt cái tên này nhằm tưởng niệm trận Tarawa đẫm máu tại mặt trận Thái Bình Dương vào năm 1943.
Tarawa được đưa ra hoạt động vào tháng 12 năm 1945, quá trễ để có thể tham gia Chiến tranh Thế giới thứ hai. Sau một giai đoạn ngắn phục vụ tại Viễn Đông, nó được cho xuất biên chế vào năm 1949, nhưng được cho tái biên chế trở lại không lâu sau đó do việc Chiến tranh Triều Tiên nổ ra; con tàu đã phục vụ tại khu vực Đại Tây Dương nhằm thay thế cho những tàu sân bay được gửi sang Triều Tiên. Vào đầu những năm 1950, nó được xếp lại lớp thành một tàu sân bay tấn công CVA, rồi sau đó thành một tàu sân bay chống tàu ngầm CVS. Ngoại trừ một chuyến đi duy nhất đến Viễn Đông, nó trải qua toàn bộ quãng đời phục vụ sau khi tái biên chế tại khu vực Đại Tây Dương và vùng biển Caribbe.
Không giống như những tàu chị em cùng lớp với nó, Tarawa chưa bao giờ được hiện đại hóa một cách đáng kể, nên trong suốt quãng đời phục vụ, nó vẫn giữ lại dáng dấp cổ điển của một con tàu lớp Essex thời Đệ Nhị thế chiến. Nó được cho xuất biên chế lần sau cùng vào năm 1960, và đang khi ở trong thành phần dự bị nó được xếp lại lớp thành một tàu vận chuyển máy bay AVT. Nó được tháo dỡ vào năm 1968.

## Thiết kế và chế tạo
Tarawa là một tàu sân bay dạng thân dài thuộc phân lớp Ticonderoga trong lớp Essex. Con tàu được đặt lườn tại Xưởng hải quân Norfolk ở Portsmouth, Virginia vào ngày 11 tháng 3 năm 1944, và được hạ thủy vào ngày 12 tháng 5 năm 1945, được đỡ đầu bởi bà Julian C. Smith (phu nhân Trung tướng Thủy quân Lục chiến Julian C. Smith, người đã chỉ huy Sư đoàn 2 Thủy quân Lục chiến trong trận Tarawa). Nó được cho nhập biên chế vào ngày 8 tháng 12 năm 1945 dưới quyền chỉ huy của hạm trưởng, Đại tá Hải quân Alvin Ingersoll Malstrom.

## Lịch sử hoạt động

### 1946-1949
Tarawa tiếp tục ở lại khu vực Norfolk cho đến ngày 15 tháng 2 năm 1946, khi nó lên đường thực hiện chuyến đi chạy thử máy đến khu vực phụ cận vịnh Guantánamo thuộc Cuba, rồi ghé về Norfolk một thời gian ngắn vào ngày 16 tháng 4, trước khi viếng thăm New York, và quay trở về Norfolk một lần nữa vào ngày 30 tháng 4. Từ lúc đó cho đến cuối tháng 6, chiếc tàu sân bay hoàn tất các hiệu chỉnh và sửa chữa sau thử máy. Ngày 28 tháng 6, nó rời Hampton Roads hướng sang vùng bờ Tây Hoa Kỳ. Tarawa vượt qua kênh đào Panama vào đầu tháng 7 và đi đến San Diego, California vào ngày 15 tháng 7.
Sau một đợt huấn luyện và bảo trì, nó rời San Diego cho một đợt bố trí hoạt động tại khu vực Tây Thái Bình Dương. Chiếc tàu sân bay đi đến Trân Châu Cảng vào ngày 7 tháng 8 năm 1946, và tiếp tục chuyến hành trình không lâu sau đó hướng về phía Tây. Nó đi đến Saipan vào ngày 20 tháng 8 và hoạt động tại khu vực phụ cận quần đảo Mariana cho đến cuối tháng 9 khi nó hướng đến Nhật Bản. Sau một chặng dừng tại Yokosuka từ ngày 28 tháng 9 đến ngày 3 tháng 10 và tại Sasebo từ ngày 7 đến ngày 11 tháng 10, Tarawa lên đường đi đến bờ biển phía Bắc Trung Quốc. Nó đi đến khu vực lân cận Thanh Đảo vào ngày 15 tháng 10, và hoạt động tại khu vực này cho đến ngày 30 tháng 10 khi nó lên đường quay trở lại Mariana.
Vào ngày 7 tháng 11, chiếc tàu sân bay đi đến Saipan, rồi trải qua thời gian còn lại của lượt hoạt động tại Viễn Đông cho những hoạt động tại khu vực, ngoại trừ một chuyến đi ngắn đến Okinawa và quay trở lại vào tháng 1 năm 1947, rồi sau đó nó rời Guam vào ngày 14 tháng 1 quay trở về Trân Châu Cảng. Nó về đến Trân Châu Cảng vào ngày 24 tháng 1 và tiếp tục ở lại vùng biển Hawaii cho đến ngày 18 tháng 2, khi nó lên đường tham gia diễn tập hạm đội tại khu vực phụ cận Kwajalein. Trong thành phần của Lực lượng Đặc nhiệm 57, nó tham gia diễn tập tấn công các tàu sân bay của Lực lượng Đặc nhiệm 38 cho đến đầu tháng 3. Tarawa quay trở về Trân Châu Cảng vào ngày 11 tháng 3, và ở lại đây khoảng một tháng trước khi lên đường hướng về Bờ Tây, và đến San Francisco vào ngày 29 tháng 4.
Sau hơn 16 tháng tiến hành các hoạt động không quân ở vùng biển ngoài khơi San Francisco và San Diego, Tarawa khởi hành từ San Diego vào ngày 28 tháng 9 năm 1948 thực hiện chuyến đi hầu như vòng quanh thế giới. Nó ghé qua Trân Châu Cảng vào giữa tháng 10 rồi tiếp tục chuyến đi hướng đến Thanh Đảo, Trung Quốc. Chiến tàu sân bay đến nơi vào ngày 29 tháng 10 và trải qua năm tuần lễ tiếp theo quan sát những xung đột trong cuộc Nội chiến Trung Quốc ở phía Bắc đất nước này. Đầu tháng 12, nó hướng về phía Nam, ghé qua Hong Kong rồi đến Singapore, và rời cảng này vào ngày 23 tháng 12 hướng đến Cộng hòa Tích Lan vừa mới được độc lập, đi đến thủ đô Colombo của đất nước này vào ngày 29 tháng 12. Rời Ceylon ngày 2 tháng 1 năm 1949, nó di chuyển đến vịnh Ba Tư để ghé thăm Bahrain và Jeddah trước khi đi qua kênh đào Suez trong các ngày 20-21 tháng 1. Rời Port Said, Tarawa tiếp tục cuộc hành trình đến Hy Lạp, Thổ Nhĩ Kỳ và Crete. Từ vịnh Soudha ở Crete vào ngày 8 tháng 2, chiếc tàu chiến vượt Địa Trung Hải, nghỉ đêm tại Gibraltar trong ngày 12-13 tháng 2 rồi bắt đầu vượt Đại Tây Dương. Nó kết thúc chuyến đi vào ngày 21 tháng 2 khi về đến Norfolk. Tư đó cho đến đầu mùa Hè, chiếc tàu sân bay tiến hành các hoạt động thường lệ dọc theo bờ Đông và vùng biển Caribbe. Sau khi được chuẩn bị, Tarawa được cho xuất biên chế vào ngày 30 tháng 6 năm 1949 và được cho neo đậu tại New York trong thành phần Hạm đội Dự bị Đại Tây Dương.

### Tái hoạt động
Tuy nhiên, việc nghỉ ngơi của nó kéo dài không quá 18 tháng. Tarawa được tái kích hoạt trở lại vào ngày 30 tháng 11 năm 1950 để đáp ứng nhu cầu cấp bách về tàu chiến của Hải quân, đặc biệt là tàu sân bay, do nhu cầu của cuộc xung đột vừa nổ ra tại Triều Tiên mùa Hè trước đó. Vào ngày 3 tháng 2 năm 1951, Tarawa được cho tái biên chế tại Newport, Rhode Island dưới quyền chỉ huy của Đại tá Hải quân J. H. Griffin. Dù được tái kích hoạt để phản ứng lại cuộc Chiến tranh Triều Tiên, Tarawa chưa từng tham gia cuộc xung đột này; nó chỉ hoạt động thay phiên cho những tàu sân bay thuộc Đệ Lục và Đệ Nhị hạm đội được gửi sang khu vực Tây Thái Bình Dương. Vào ngày 1 tháng 10 năm 1952, nó được xếp lại lớp thành một tàu sân bay tấn công mang ký hiệu lườn CVA-40. Chiếc tàu chiến cuối cùng cũng được gửi đến khu vực chiến sự tại châu Á vào mùa Xuân năm 1954, nhưng chỉ sau khi đã đạt được thỏa thuận ngừng bắn vào tháng 7 năm 1953.
Tarawa quay trở lại vùng bờ Đông Hoa Kỳ vào tháng 9 năm 1954 để tiếp nối các hoạt động thường lệ. Vào tháng 12, nó đi vào Xưởng hải quân Boston để đại tu và để cải biến thành một tàu sân bay chống tàu ngầm; ngày 10 tháng 1 năm 1955, đang khi được cải biến, nó được xếp lại lớp với ký hiệu CVS-40. Việc cải biến hoàn tất vào mùa Hè, và sau khi chạy thử máy, nó hoạt động tại khu vực phụ cận Quonset Point, Rhode Island, thực hiện các nhiệm vụ huấn luyện cùng với các phi đội chống tàu ngầm đặt căn cứ tại đây. Mùa Thu năm đó, nó tham gia diễn tập cùng với Đội Tìm-Diệt 4 trước khi quay trở về Quonset Point chuẩn bị cho cuộc tập trận 1956 Springboard. Trong tháng 8 và tháng 9 năm 1958, Tarawa nằm trong thành phần Lực lượng Đặc nhiệm Hải quân 88 trong Chiến dịch Argus, tham gia vào việc tiến hành các cuộc thử nghiệm hạt nhân ở tầm rất cao trong khí quyển.
Tarawa phục vụ cùng Hạm đội Đại Tây Dương suốt thời gian còn lại của quãng đời hoạt động. Nó tiếp tục ở lại bờ Đông, hoạt động ngoài khơi Quonset Point và Norfolk, thỉnh thoảng viếng thăm khu vực Caribbe để tập luyện; với vai trò chính là tuần tra ngăn chặn chống lại hạm đội tàu ngầm và tàu nổi Xô Viết đang ngày càng gia tăng, và huấn luyện phi công cho Hạm đội Đại Tây Dương. Tuy nhiên, vào tháng 5 năm 1960, cuộc đời phục vụ của Tarawa kết thúc, khi nó được cho xuất biên chế lần sau cùng và chuyển về lực lượng dự bị tại Philadelphia, Pennsylvania cho đến cuối những năm 1960. Đang khi bị bỏ không, nó được xếp lớp một lần nữa, trở thành tàu vận chuyển máy bay với ký hiệu AVT-12 vào tháng 5 năm 1961. Vào ngày 1 tháng 6 năm 1967, tên nó được rút khỏi danh sách Đăng bạ Hải quân, và đến ngày 3 tháng 10 năm 1968 nó được bán cho hãng Boston Metals Corporation tại Baltimore, Maryland để tháo dỡ.

## Phần thưởng[1]
|  |  |  |
|  |  |  |
|  |  |  |

| Huân chương Phục vụ Trung Hoa        | Huân chương Phục vụ Trung Hoa                | Huân chương Chiến dịch Hoa Kỳ                | Huân chương Chiến dịch Hoa Kỳ                                     |
| Huân chương Chiến thắng Thế Chiến II | Huân chương Phục vụ Chiếm đóng Hải quân      | Huân chương Phục vụ Chiếm đóng Hải quân      | Huân chương Phục vụ Phòng vệ Quốc gia với 1 Ngôi sao Chiến trận   |
| Huân chương Phục vụ Triều Tiên       | Huân chương Liên Hợp Quốc Phục vụ Triều Tiên | Huân chương Liên Hợp Quốc Phục vụ Triều Tiên | Huân chương Phục vụ Chiến tranh Triều Tiên (Hàn Quốc) (truy tặng) |